# Angler Sattelschwein

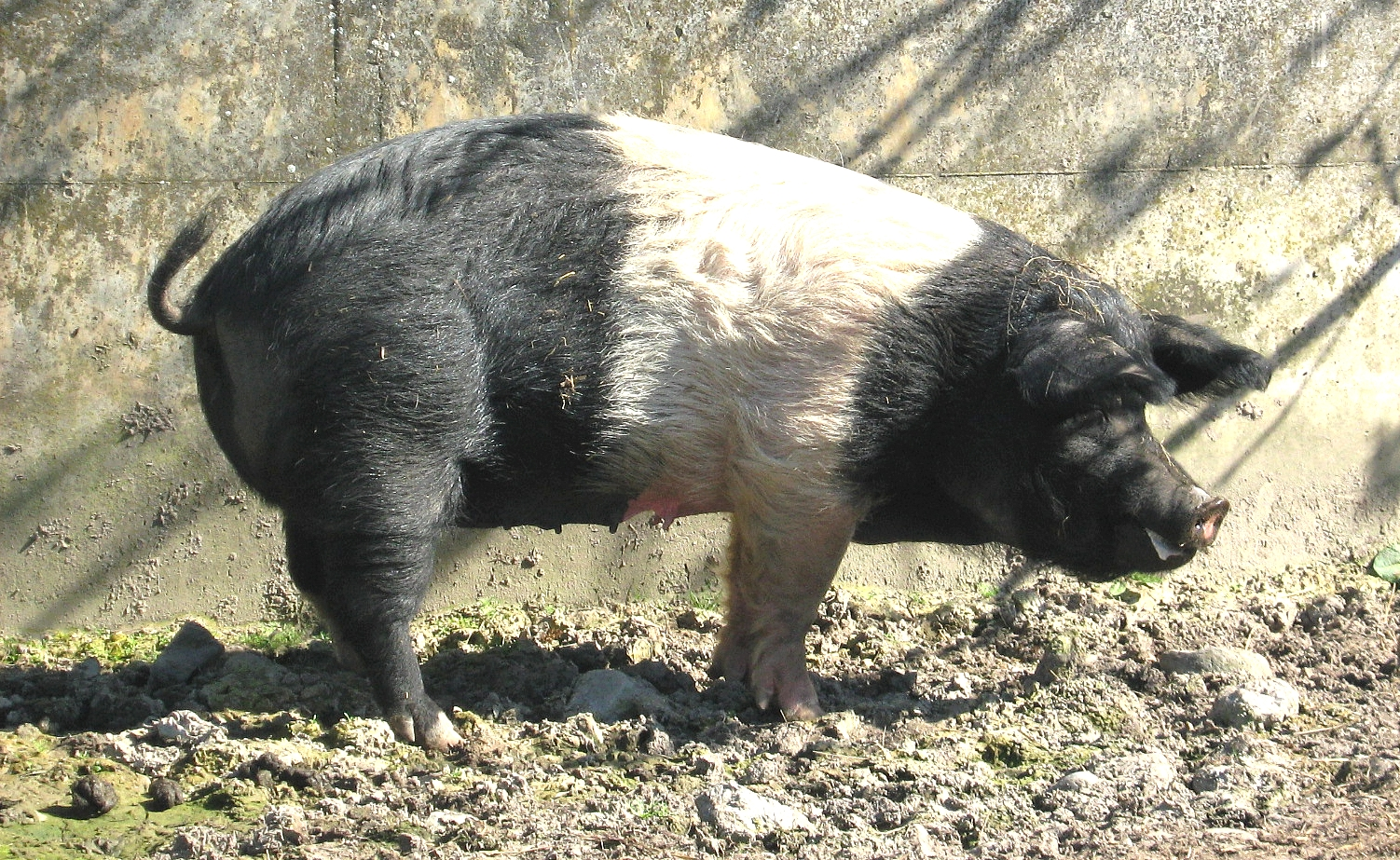
Vuxen gris av rasen

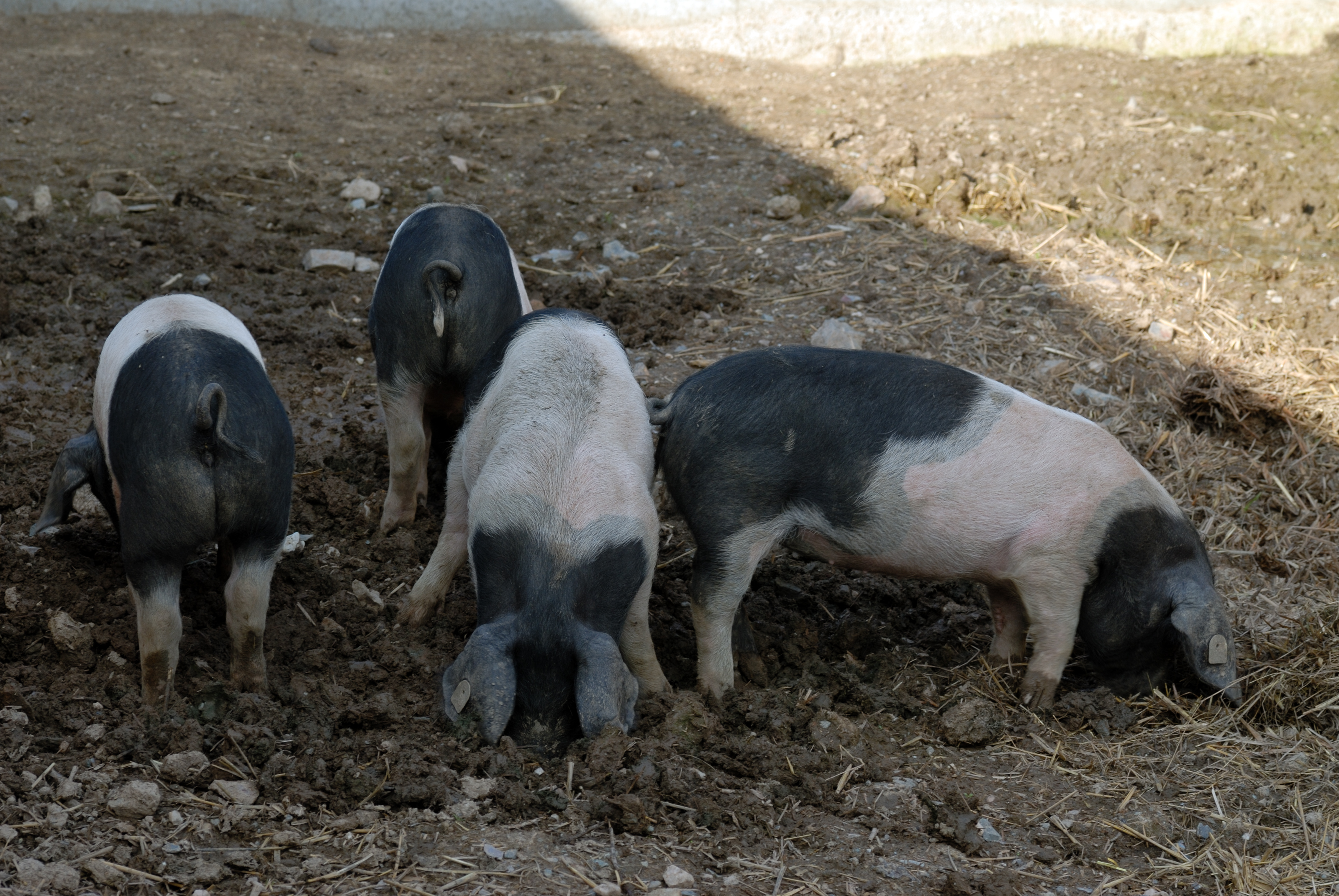
Unga grisar.

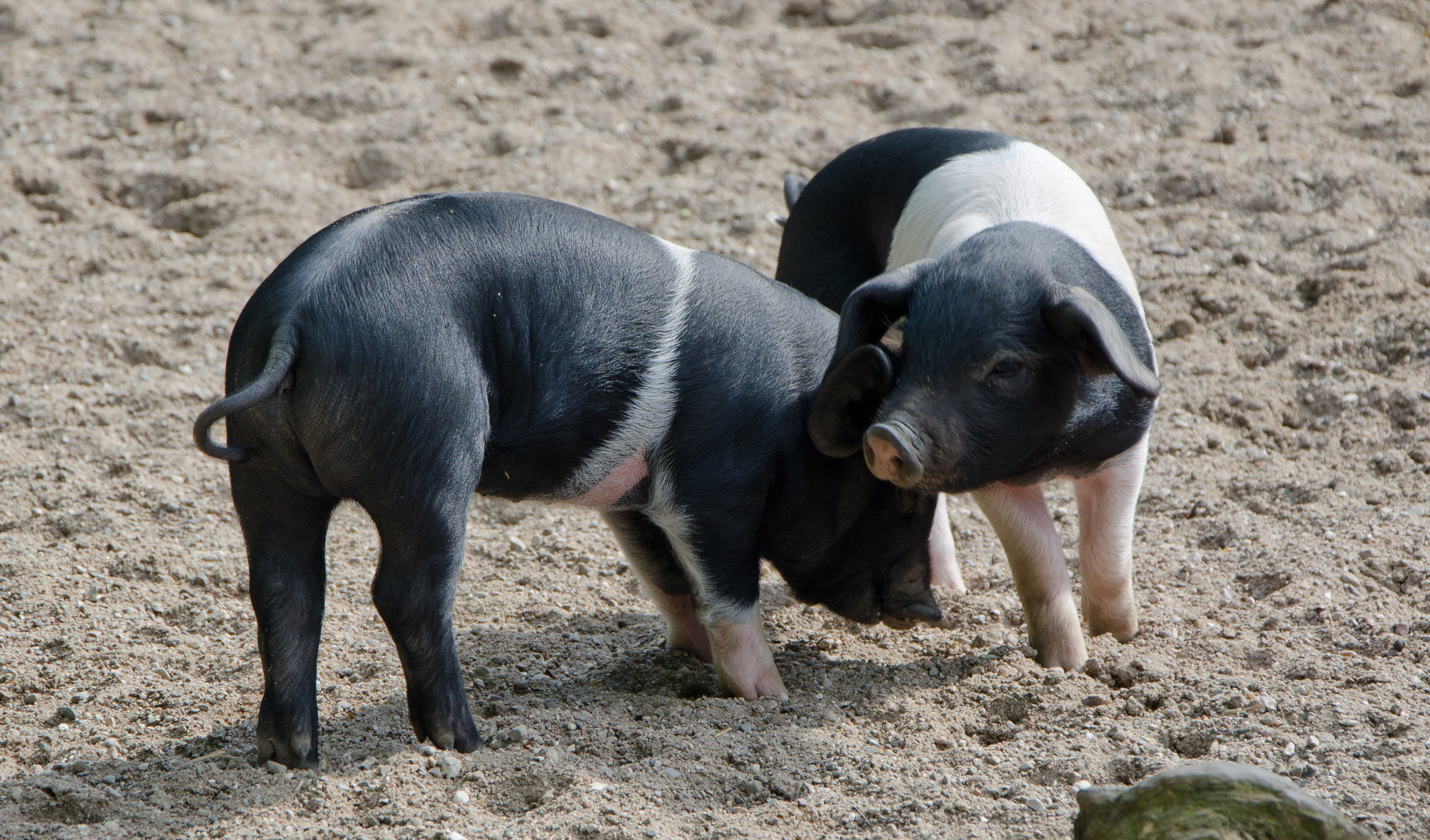
Griskultingar.

Angler Sattelschwein (tyska) är en ras av tamsvin från halvön Angeln i Sydslesvig i Schleswig-Holstein, Tyskland. Rasen avlades fram i början av 1900-talet genom att den lokala svartbrokiga lantrasen som sedan 1800-talet fanns på Angeln korsades med den engelska Wessex-rasen (Wessex Saddleback) vilken är svart med vit manksadel. Rasens första stambok bildades 1929. 1934 förbjöd Reichsnährstand (RNST) rasen, men rasen som ökade i popularitet var i spridning med en stam på över 80 000 djur, och 1937 upphävdes rasförbudet och den erkändes som en självständig ras. Dock sattes vissa restriktioner upp för rasen av RNST, vilka innebar att galtar av rasen söder om Kielkanalen bara fick betäcka suggor av sin egen ras. Denna restriktion kvarstod till 1941. Efter andra världskriget fick rasen en snabb uppgång, då den var lättfödd och ansågs passa bra till korv. Som mest populär var rasen i början på 1950-talet och den var då spridd över hela norra Tyskland. Men redan några år senare, från slutet på 1950-talet började rasen minska, då andra mer moderna raser med magrare kött började föredras av grisbönderna. På 1990-talet var rasen mycket hotad. Den är fortfarande mycket hotad med bara något över ett hundratal stamboksförda djur, men ett bevarandearbete och en förening för rasen finns.